# Jacques-Edme Dumont
Pour les articles homonymes, voir Dumont.
Jacques-Edme Dumont est un sculpteur français, né le 10 avril 1761 à Paris, où il est mort le 21 février 1844.

## Biographie
Fils du sculpteur Edme Dumont, père du sculpteur Auguste Dumont et de la compositrice Louise Farrenc, Jacques-Edme Dumont travaille d'abord dans l'atelier d'Augustin Pajou à partir de 1775 avant d'entrer dès 1777 à l'École royale des élèves protégés, toujours sous la direction de ce même sculpteur, œuvrant dans un style néo-classique. Obtenant le premier prix de sculpture en 1788, il part pour Rome la même année. Après un séjour à Naples, il rentre en France en 1793.
Sous la Révolution, il traite de sujets littéraires comme Paul et Virginie ou Émile et Sophie. Il exécute un grand nombre de groupes, de statues et de bas-reliefs pour les monuments publics, entre autres : Le Général Marceau (1804) à Paris au palais du Luxembourg, ou Pichegru pour la ville de Lons-le-Saunier. Il réalise en 1819 la statue de Malesherbes, pour le bureau de Louis XVIII. Cette statue sera remployée dans le monument que concevra l'architecte Hippolyte Lebas pour le palais de Justice de Paris et qui sera inauguré en décembre 1822. On lui doit aussi des bustes comme celui de sa mère (Paris, musée du Louvre) ou du général Causse (château de Versailles).

## Œuvres dans les collections publiques
Aux États-Unis
- Amherst, Mead Art Museum :
  - Hélène, Pâris et Hector, bas-relief en terre cuite ;
  - Héraclès et Omphale, bas-relief en terre cuite.
- New York, Metropolitan Museum of Art :
  - Pâris, vers 1795, statuette en terre cuite ;
  - Diane et Endymion, entre 1800 et 1810, médaillon, cire sur ardoise ;
  - Étude de femme en draperie, deux esquisses en terre cuite ;
  - Étude de femme nue agenouillée, esquisse en terre cuite ;
  - Étude de femme nue assise, esquisse en terre cuite ;
  - Étude d'homme nu agenouillé, esquisse en terre cuite ;

En France
- Lons-le-Saunier, musée des beaux-arts :
  - Pichegru, une statuette en terre cuite et une autre en plâtre ;
  - Tête de Pichegru.
- Paris :
  - musée du Louvre :
    - Hébé versant du nectar à Jupiter, Salon de l'Élysée de 1797, groupe en terre cuite[1] ;
    - La Religion, groupe en terre cuite, esquisse pour un monument funéraire[2] ;
    - La Religion, terre cuite, esquisse pour un projet de tombeau[3] ;
    - François Séverin Marceau Desgraviers dit le général Marceau (1769-1796), statuette en terre cuite, maquette pour la statue du palais du Luxembourg commandée en 1804[4] ;
    - François Séverin Marceau Desgraviers dit le général Marceau (1769-1796), statuette en  terre cuite, esquisse pour la statue du palais du Luxembourg commandée en 1804[5] ;
    - Portrait de François Séverin Marceau Desgraviers dit le général Marceau (1769-1796), 1799-1800, Salon de 1800, buste en hermès, terre cuite ;
    - Projet de fontaine, groupe en terre cuite, esquisse[6] ;
    - Portrait de Madame Dumont, née Marie-Françoise Berthault, mère de l'artiste (1727-1800), Salon de 1799, buste en plâtre.

  - Palais Bourbon, façade côté quai d'Orsay : statue de Colbert. Elle fait partie d'un groupe de quatre statues de grands personnages de l'histoire de France. En 1989, lors d'une restauration, elles sont remplacées par des moulages.
  - Palais de Justice, salle des pas-perdus : Chrétien Guillaume de Lamoignon de Malesherbes, ministre d'État (1721-1794), Salon de 1819, statue en marbre.
  - jardin des Tuileries, arc de triomphe du Carrousel : statue du Sapeur, entablement, (4e statue à partir de la gauche ;
- Versailles, châteaux de Versailles et de Trianon : Chrétien Guillaume de Lamoignon de Malesherbes, ministre d'État (1721-1794), avant 1819, statue, modèle en plâtre.

## Élèves
- Auguste Dumont

Œuvres de Jacques-Edme Dumont
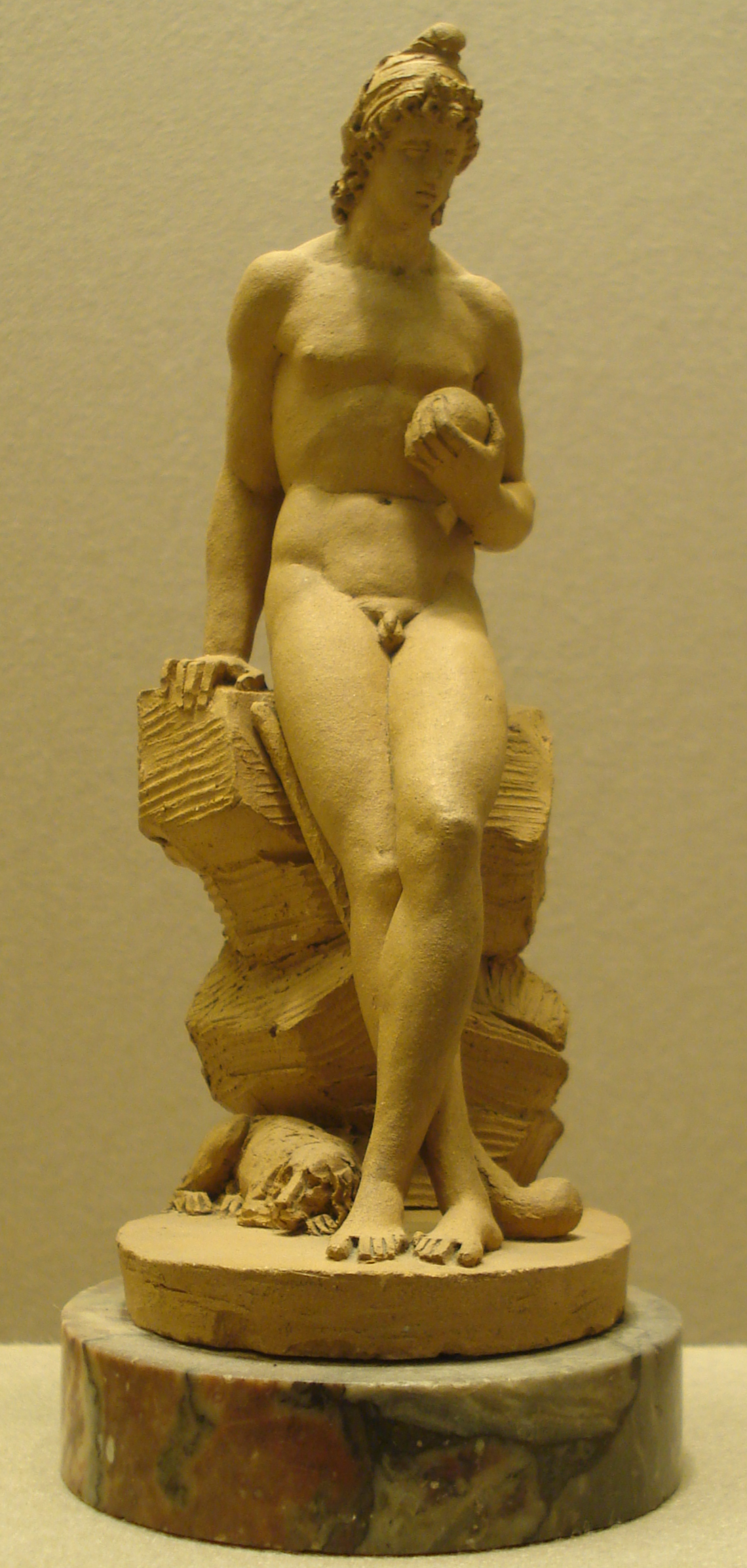
Pâris (vers 1795), New York, Metropolitan Museum of Art.
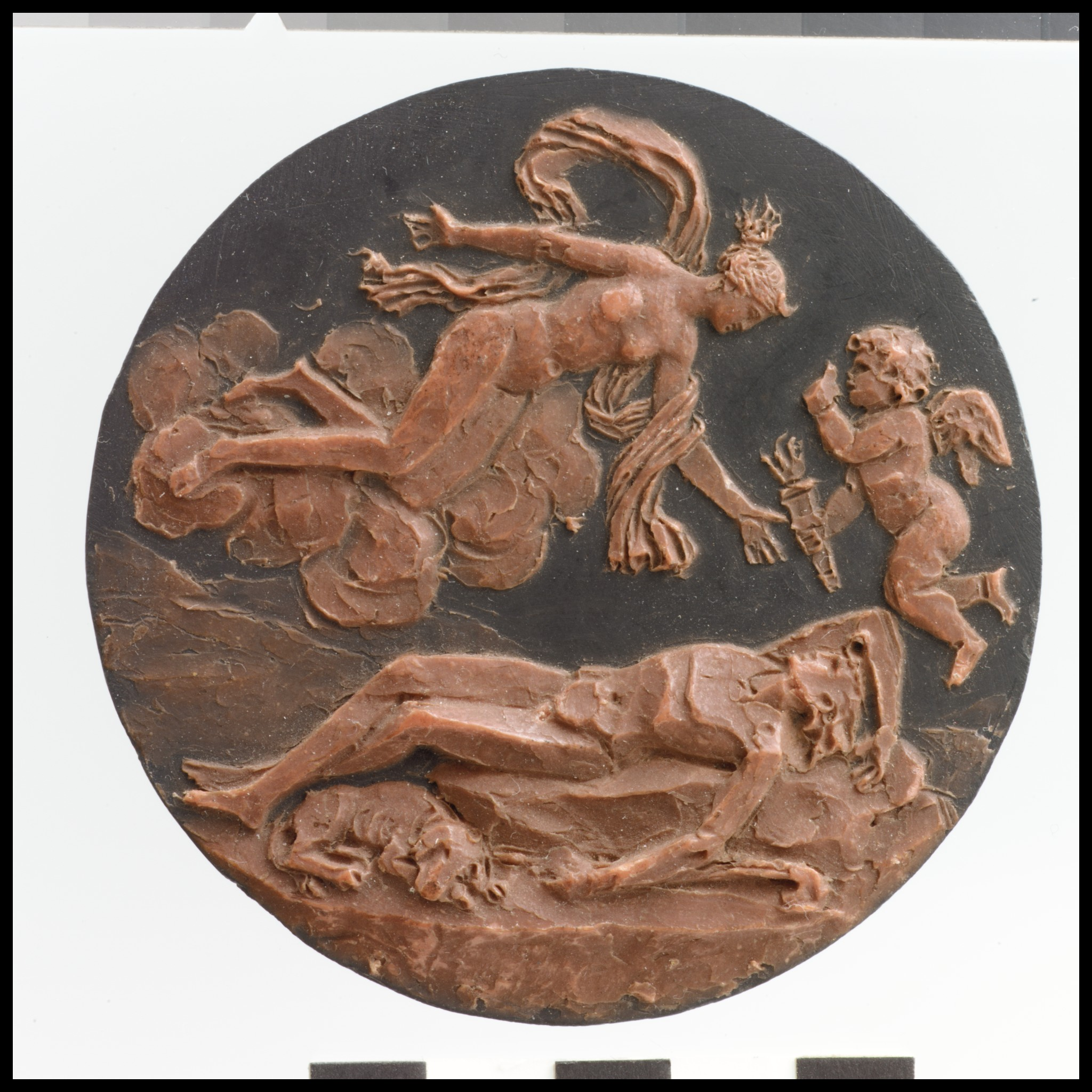
Diane et Endymion (entre 1800 et 1810), New York, Metropolitan Museum of Art.
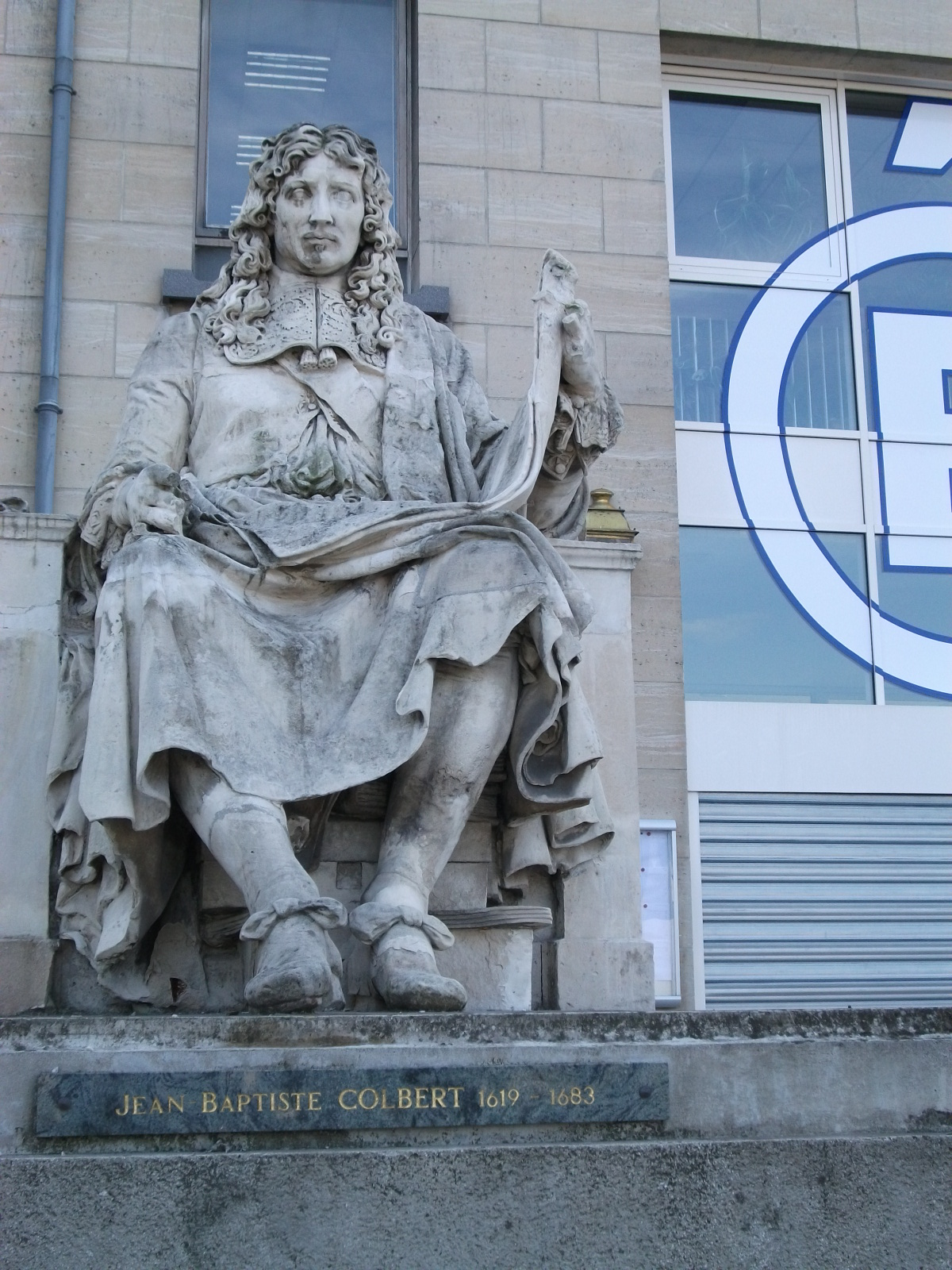
Jean-Baptiste Colbert, Reims, rectorat de l'académie de Reims.
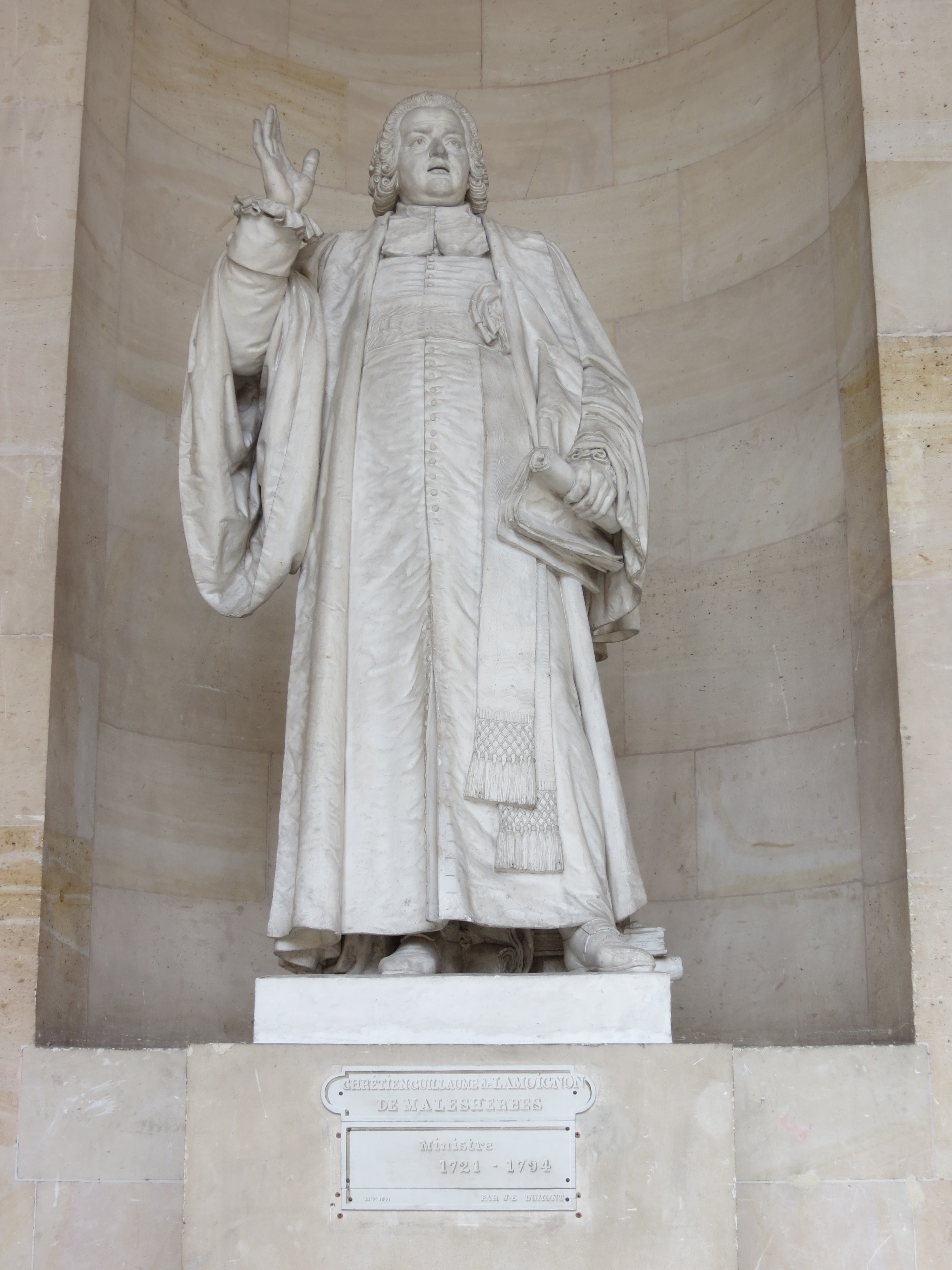
Malesherbes, château de Versailles.
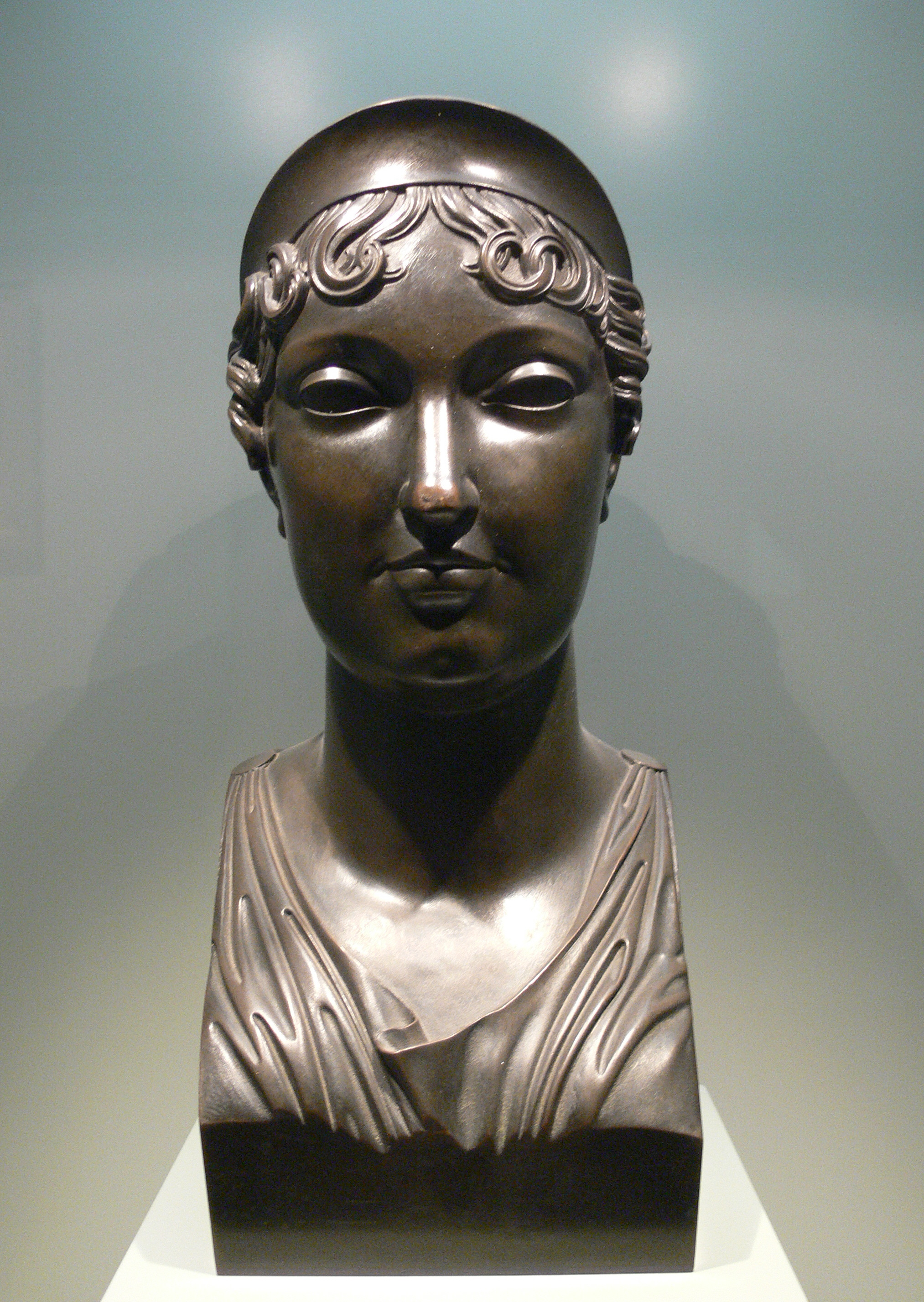
L'Impératrice Marie Louise (1810), Munich, Bayerisches Nationalmuseum.